# 메리 미, 두드
《메리 미, 두드》(Epouse moi mon pote, Marry Me, Dude)는 프랑스에서 제작된 타렉 보달리 감독의 2017년 코미디 영화이다. 타렉 보달리 등이 주연으로 출연하였다.

## 출연

### 주연
- 타렉 보달리
- 필리프 라슈
- 샤를로트 가브리스
- 줄리앙 아루티

### 조연
- 바야 베랄
- 필립페 듀쿠에스네
- 시씨 듀파크